# Limnophora tapiniensis
Limnophora tapiniensis är en tvåvingeart som beskrevs av Shinonaga 2005. Limnophora tapiniensis ingår i släktet Limnophora och familjen husflugor. Inga underarter finns listade i Catalogue of Life.